# Lázně Bělohrad
Lázně Bělohrad är en stad i Tjeckien.   Den ligger i distriktet Okres Jičín och regionen Hradec Králové, i den centrala delen av landet, 90 km öster om huvudstaden Prag. Lázně Bělohrad ligger 300 meter över havet och antalet invånare är 3 744.
Terrängen runt Lázně Bělohrad är platt norrut, men söderut är den kuperad.Runt Lázně Bělohrad är det tätbefolkat, med 276 invånare per kvadratkilometer. Närmaste större samhälle är Dvůr Králové nad Labem, 16,4 km öster om Lázně Bělohrad. Trakten runt Lázně Bělohrad består till största delen av jordbruksmark.